# Katija Pevec
Katija Mira Pevec (Honolulu, Havaí, 1 de março de 1988) é uma atriz estadunidense.

## Filmografia[2]
| Ano  | Título                   | Personagem          | Notas           |
| ---- | ------------------------ | ------------------- | --------------- |
| 2003 | Air Bud: Spikes Back     | Andrea Framm        | Papel principal |
| 2004 | Cracking Up              | Hannah              | 2 episódios     |
| 2004 | Sleepover                | Molly               |                 |
| 2004 | Medical Investigation    | Ruby                | 1 episódio      |
| 2005 | Listen Up!               | Jillian             | 1 episódio      |
| 2005 | Yours, Mine and Ours     | Christina Beardsley | Papel principal |
| 2006 | Without a Trace          | Kelly McMurphy      | 1 episódio      |
| 2006 | Art School Confidential  | Cynthia Platz       |                 |
| 2006 | Just for Kicks           | Lauren Zelmer       | 13 episódios    |
| 2008 | Eagle Eye                | Teenage Page        |                 |
| 2009 | Life is Hot in Cracktown | Becky               |                 |
| 2009 | Three Rivers             | Jenny               | 1 episódio      |
| 2013 | The Den                  | Jenni               |                 |
| 2013 | Pop Up                   | Katija              |                 |